# Хуана Енрікес
Хуа́на Енрі́кес (ісп. Juana Enriquez; 1425 — 13 лютого 1468) — кастильська шляхтянка, королева Арагону (1458—1468), графиня Барселонська. Фактична королева Наварри (1444—1468). Сеньйора Касаррубіоська. Представниця кастильського роду Енрікесів. Народилася в Торрелобатоні, Кастилія. Донька мельгарського графа Фадріке Енрікеса й Маріани де Кордоби. Успадкувала землеволодіння своєї матері з центром у Касаррубіосі (1431). Друга дружина наваррського короля Хуана II (з 1444), який згодом зайняв арагонський престол (1458). В шлюбі народила арагонського короля Фернандо II й неаполітанську королеву Хуану. Підтримувала чоловіка у протистоянні з його первістком від першого шлюбу Карлосом за наваррську корону. Через спалах Наварської міжусобної війни і звинувачення в отруєнні Карлоса втекла до Жирони під опіку місцевого єпископа (1461). Сприяла одруженню свого сина Фернандо ІІ із кастильською королевою Ізабелою. Померла від раку грудей в Таррагоні, Арагон, не дочекавшись шлюбу сина.